# هذا هو الحب (فلم)
فيلم مصري رومنسي (ابيض وأسود) تم عرضه 22 أكتوبر 1958 مدة الفيلم 125 دقيقة وهو من تاليف 	محمد كامل حسن المحامي وإخراج صلاح أبو سيف 

## قصة الفيلم
تدور احداث الفيلم حول المهندس حسين الذي قام بدوره الفنان يحيى شاهين وهو يعمل مهندسًا في البلدية ولكنه عقليته غير وتفكيره غير الناس فهو رجل محافظ ولكنه متزمنا وهو يبحث عن زوجة ليتزوجها ولكنها تكون محافظة ولم تقابل رجلا في حياتها وهو يري أن شريفة التي قامت بدورها الفنانة لبنى عبد العزيز هي الزوجة الأنسب له فيتقدم لها ويطلب يدها فتوافق عليه ويتم الزواج وبعد عشرة أيام من زواجه، يكتشف حسين أن زوجته كانت تعيش في الماضي قصة حب لم تكتمل، وبسبب عقليته المتزمتة، لا يرى حسين في زوجته سوى امرأة ساقطة فيقوم بتطليقها، وبعد طلاقها، تعاني شريفة من ظلم حسين لها.

## طاقم العمل

### أبطال الفيلم
| اسم الممثل        | دوره                                   |
| ----------------- | -------------------------------------- |
| لبنى عبدالعزيز    | (شريفة)                                |
| يحيى شاهين        | (حسين)                                 |
| حسين رياض         | (والد شريفة)                           |
| محمود عزمي        | (فؤاد)                                 |
| عبدالمنعم إبراهيم | (توفيق)                                |
| عمر الحريري       | (بهجت)                                 |
| ماري منيب         | (أم حسين)                              |
| فردوس محمد        | {ام شريفة]                             |
| سهير الباروني     | (سميحة)                                |
| صلاح عبدالحميد    | (عامل في مطحنة التوابل في الحي الشعبي) |
| شفيق نور الدين    | (من رواد الكباريه)                     |
| جمالات زايد       | (الست زاهية)                           |
| كامل أنور         |                                        |
| عبدالمنعم إسماعيل | (علي - ساعي المكتب)                    |
| زين العشماوي      | (صديق فؤاد)                            |
| زينات علوي        | (راقصة)                                |
| بدر نوفل          | (سفرجي الفندق)                         |
| حسين إسماعيل      | (زكي)                                  |
| مطاوع عويس        | (حامل الموبيليا)                       |
| طوسون معتمد       | (حامل الموبيليا)                       |
| عبدالعظيم كامل    | (مهندس بالشركة)                        |

### الإخراج
| إخراج         | دوره         |
| ------------- | ------------ |
| صلاح أبو سيف  | (مخرج)       |
| أحمد السبعاوي | (مساعد مخرج) |
| صالح فوزي     | (مخرج مساعد) |

### ديكور
| ديكور               | دوره              |
| ------------------- | ----------------- |
| أنطوان بوليزويس     | (منفذ المناظر)    |
| ستوديو نحاس (النيل) | (استوديو التصوير) |
| عثمان حسين          | (منفذ المناظر)    |

### الإنتاج
| الانتاح        | دوره           |
| -------------- | -------------- |
| خليل دياب      | (مدير الإنتاج) |
| عبد العزيز جاد | (مدير الإنتاج) |
| رمسيس نجيب     | (منتج)         |

### صوت
| صوت                | دوره          |
| ------------------ | ------------- |
| كريكور تشاكماكجيان | (مهندس الصوت) |
| جلال عبد الحميد    | (مساعد الصوت) |

### مونتاج
| مونتاج     | دوره      |
| ---------- | --------- |
| عطية عبده  | (مونتير)  |
| انجا وميلا | (نيجاتيف) |

### تصوير
| تصوير          | دوره         |
| -------------- | ------------ |
| عبد الله ياقوت | (مساعد مصور) |
| علي حسن        | (مصور)       |

### أدوار متعددة
| أدوار متعددة           | دوره                 |
| ---------------------- | -------------------- |
| محمد كامل حسن المحاميض | (قصة وسيناريو وحوار) |
| ستوديو مصر             | (الطبع والتحميض)     |
| مصطفى إبراهيم          | (ماكير)              |
| فتحي عزت               | (مصور فوتوغرافيا)    |
| الشرق لتوزيع الأفلام   | (موزع)               |
| فؤاد الظاهري           | (الموسيقى التصويرية) |

## وصلات خارجية
- مقالات تستعمل روابط فنية بلا صلة مع ويكي بيانات
- هذا هو الحب على موقع الدهليز
- هذا هو الحب على موقع كاروهات
- هذا هو الحب على موقع افيش سينما
- هذا هو الحب على موقع مينو